# Вахо
Вахо (на латински: Wacho) е херцог и крал на лангобардите от 510 до 540 г.

## Произход и управление
Той е син на Уничис от рода Летинги, който е брат на крал Тато.
През 510 г. Вахо убива чичо си Тато и побеждава в битка неговия син Илдичис. Така става приемник на чичо си крал Тато.
Чрез роднинските си връзки, Вахо успява в края на управлението си, да подчини живеещите по поречието на Среден Дунав свеби. Хлотар I успява след няколко години чрез още един брак да възстанови връзката с франките.

## Фамилия
Първи брак: с Радегунда (Ранигунда), дъщеря на краля на Тюрингия Физуд (или Бизин).
Втори брак: с Аустригуза (или Острогота), дъщеря на краля на гепидите Туризинд. Те имат две дъщери, омъжени за крале на франките:
- Визигарда, омъжена за Теудеберт I, крал на Австразия († 548), син на краля на франките и Австразия Теодорих I и Еустера, дъщеря на краля на вестготите Аларих I. Визигарда е изгонена през 534 г., но през 540 г. под натиск на църквата отново е взета. Тази аранжирана от Теодорих I женитба служи като гаранция в неутралитета на лангобардите в борбата за Тюрингското кралство, която франките започват след смъртта на Теодорих Велики († 526).
- Валдерада, омъжена през 554 г. за краля на франките Теодебалд († 555), син на крал Теудеберт I и Деутерия. Женитбата на Теодебалд и Валдерада, послужва за осигуряване на връзката между франки и лангобарди – договорите така се прочули, че дори Византия забелязала политиката на Теудеберт I. След смъртта на Теодебалд Валдерада е приета от неговия чичо Хлотар I, по-късно се омъжва обаче за първия познат баварски херцог, Агилолфингера Гарибалд I.

Трети брак: със Зилинга, дъщеря на краля на херулите Рудолф. Те имат един син:
- Валтари, наследник на трона. Седем години след смъртта на Вахо синът му Валтари и династията му падат (545 г.). Новият крал Аудоин се присъединява на страната на Византия.